# 于慧 (射箭運動員)
于慧（1980年3月31日—），中國女子射箭運動員，出生於山東青島。

## 生涯
于慧在1994年時開始在青島市體育學校參與射箭訓練， 次年，她入選山東射箭隊，王國章同是她的教練。1999年，她晉升至國家隊，教練田渝陵、楊昌勳與練國富。
于慧成為國家隊一員的第二年，她就得到參與奧運的資格，在這屆奧運中，她與隊友在女子團體小項中八強出局，最終排名第6。
2002年，于慧首度贏得世界冠軍。當年她在克羅地亞的大獎賽中奪得女子個人小項的冠軍。2005年的十運會，她在女子團體小項以239環擊敗新疆隊，與張娟娟及張妮娜為山東增添一面金牌。而在前一天的女子個人小項決賽中，她以8環之差不敵上海的錢佳靈，得銀牌。
2006年，于慧與趙玲和張娟娟參與上海站的世界杯，三人在團體小項被南韓隊後來居上，取得亞軍。 同年的，三人為中國摘下一面銀牌。翌年的南韓蔚山站世界杯，她並沒有得到獎牌。